# دکستر (کانزاس)
دکستر (به انگلیسی: Dexter) شهری در ایالت کانزاس کشور ایالات متحده آمریکا است که جمعیت آن در سرشماری سال ۲۰۱۰ میلادی، ۲۷۸ نفر بوده‌است.